# Casa dei Dampierre
I Dampierre furono un'importante famiglia che giocarono un ruolo di rilievo durante il Medioevo. Essi rivestirono il ruolo di Conti di Fiandra, di Nevers, Rethel, Artois e Franca contea. La linea più anziana della famiglia morì con Margherita III delle Fiandre nel 1405 e suo figlio Giovanni di Borgogna ereditò tutti i domini tranne quello di Rethel che andò a suo fratello minore Antonio di Borgogna che diede vita alla Casa di Valois-Borgogna. Una linea minore, originatasi da Guido di Dampierre che regnava nel Namur si estinse nel 1429.

## La guerra fra i fratellastri
Baldovino il primo imperatore latino di Costantinopoli regnò sulle Fiandre come Baldovino IX e sull'Hainaut come Baldovino VI, egli non aveva figli maschi e venne quindi succeduto dalle sue figlie Giovanna di Costantinopoli e, alla morte di questa, dalla figlia minore Margherita II delle Fiandre.
Nel 1212 Margherita aveva sposato un potente nobile dell'Hainaut, Bouchard d'Avesnes (1182-1244), la loro unione sembrò essere sincera tanto che Giovanna diede la sua benedizione, tuttavia ben presto le due sorelle ebbero un aspro litigio concernente la divisione dell'eredità paterna e la maggiore tentò di ottenere l'annullamento delle nozze della minore. La questione venne posta innanzi a Papa Innocenzo III che non fece ulteriori indagini e si limitò quindi a condannare le nozze, ma senza invalidarle.
Intanto Margherita e il marito ebbero tre figli e finché il conflitto fra le due sorelle non divenne talmente violento da sfociare nell'imprigionamento di Bouchard nel 1219, egli venne rilasciato soltanto nel 1221 e solo con la condizione che accettasse di separarsi da Margherita. Mentre Bouchard era a Roma per ottenere l'assoluzione papale Giovanna convinse la sorella a risposarsi con Guglielmo II di Dampierre e dal loro matrimonio nacquero Guillaume di Dampierre, Conte delle Fiandre e Guido di Dampierre.
La situazione era divenuta scandalosa, l'annullamento delle sue prime nozze si stava rivelando tutt'altro che chiaro e Margherita avrebbe potuto essere accusata di bigamia oltre che di aver violato le regole della chiesa che proibivano le nozze fra consaguinei senza opportuna dispensa. La questione circa la liceità del secondo matrimonio e la legittimità dei figli avuti dai mariti continuò per decenni finendo per invischiarsi nelle politiche del Sacro Romano Impero e sfociando infine nella Guerra di successione delle Fiandre e dell'Hainaut che scoppiò nel 1244.
Nel 1246 Luigi IX di Francia chiamato ad arbitrare la questione decise che le Fiandre sarebbero andate ai figli di Dampierre e l'Hainaut ai figli di Avesnes, questo sembrò aver placato gli animi, ma nel 1253 sorsero altri problemi.
Il primogenito di Margherita, Giovanni d'Avesnes era a disagio circa il rispetto dei suoi diritti e convinse Guglielmo II d'Olanda anti Re dei Romani eletto con i voti dei sostenitori del pontefice ad assediare l'Hainaut e quella parte delle Fiandre che erano entro i confini dell'impero. Guglielmo era teoricamente l'imperatore e la sua autorità si estendeva anche a quei territori ed era anche cognato di Giovanni avendo lui sposato Aleid d'Olanda (1230circa-9 aprile 1284), sorella di Guglielmo.
Quel che ne seguì fu una guerra civile che terminò quando gli Avesnes sconfissero ed imprigionarono i Dampierre il 4 luglio 1253, dopodiché Giovanni fu in grado di obbligare la madre e il fratellastro a rispettare i termini dei loro accordi.
Margherita era però tutt'altro che disposta a dichiararsi sconfitta e anziché dare l'Hainaut a Giovanni lo diede a Carlo I d'Angiò, fratello di Luigi IX, appena tornato dalle crociate, questi dichiarò guerra a Giovanni per tenersi i propri nuovi domini, senza però riuscire a vincere.
Nel 1254 Luigi tornò dalla Settima crociata e riconfermò la propria decisione circa la divisione delle terre fra i fratellastri e ordinò al fratello Carlo di abbandonare il conflitto, questi obbedì e tornò in Provenza. Finalmente Giovanni si era procacciato l'Hainaut.
Nei decenni seguenti i due rami della famiglia furono nuovamente scossi dai conflitti quando gli Avesnes, nel XIV secolo, ereditarono la Contea d'Olanda e di Zelanda.

## Conti di Fiandra
- Guillaume II di Dampierre, conte di Fiandra (1224-6 giugno 1251), ereditò il contado jure matris
- Guido di Dampierre, combatté contro il fratello Giovanni d'Avesnes da cui fu imprigionato nel 1253, dal 1263 fu anche conte di Namur e anch'egli ereditò il contado jure matris
- Roberto III delle Fiandre, anche conte di Nevers Jure uxoris
- Luigi I di Fiandra, nipote del precedente fu conte di Fiandra, Nevers e Rethel che ereditò dalla madre Jeanne, Contessa di Rethel (morta 1328)
- Luigi II di Fiandra ai domini paterni aggiunse quello della Franca contea ereditato dalla madre Margherita I di Borgogna
- Margherita III delle Fiandre che governò col marito Filippo II di Borgogna

La linea principale della Casa di Dampierre, originariamente solo conti delle Fiandre, attraverso astute politiche matrimoniali erano stati in grado di aggiungere i contadi di Nevers nel 1280 e Rethel nel 1328. Margherita I di Borgogna, madre di Luigi II era a sua volta figlia di Filippo V di Francia e attraverso di lei si erano aggiunti i domini della Franca conte ovvero di Borgogna e Artois. Queste terre costituirono il cuore dei domini della casa di Valois-Borgogna i quali furono, unitamente alle terre del Ducato di Borgogna, in grado di sostenere la loro sfida ai cugini Valois nel corso del XV secolo.

## Conti di Namur
Nel 1263 il conte di Namur Baldovino II di Costantinopoli vendette le proprie terre a Guido di Dampierre, egli a sua volta diede questi domini al primogenito Jean. I Dampierre controllarono il Namur fino al 1421 quando a loro volta vendettero il contado al borgognone Filippo III di Borgogna. L'ultimo conte Dampierre morì nel 1429
- Guido di Dampierre
- Jean I, marchese di Namur (1267-31 gennaio 1330)
- Jean II, marchese di Namur (1311-2 aprile 1335)
- Guy II, marchese di Namur (1312-12 marzo 1336), fratello del precedente
- Philip III, marchese di Namur (1319-settembre 1337), fratello del precedente
- Guillaume I, marchese di Namur (1324-1º ottobre 1391), fratello del precedente
- Guillaume II, marchese di Namur (22 gennaio 1355-10 gennaio 1418)
- Jean III, marchese di Namur (morto il 10 marzo 1429)

## Altri membri
- Guy di Namur (1272circa-13 ottobre 1311), figlio minore di Guido di Dampierre
- Luigi I di Nevers